# Essence (X-Files)
Essence (Essence et Existence) est un double épisode constituant les 20e et 21e épisodes de la saison 8 de la série télévisée X-Files. Dans cet épisode, qui fait partie de l'arc mythologique de la série, Scully est sur le point d'accoucher mais la vie de son bébé est menacée par des super-soldats qui détruisent tout ce qui a trait aux expériences d'hybridation.
L'épisode a obtenu des critiques mitigées.

## Résumé

### Première partie
Alors que l'accouchement de Scully approche, sa mère engage une infirmière pour l'aider mais celle-ci, Lizzy Gill, touche à ses médicaments. Pendant ce temps, Billy Miles tue un docteur et brûle le laboratoire de Zeus Genetics, détruisant les travaux d'hybridation qui y étaient menés. Mulder alerte Doggett au sujet de cette affaire, et les deux hommes se rendent sur les lieux. Miles fait sa réapparition et tue le docteur Parenti, qui a été l’obstétricien de Scully. Il échappe ensuite facilement à Mulder et Doggett. Ces derniers se rendent chez Scully pour l'informer des événements. Gill écoute leur conversation et la rapporte à Duffy Haskell, qui est tué peu après par Miles.
Scully surprend Gill en train de trafiquer ses médicaments, l'infirmière avouant qu'elle surveille la grossesse de Scully pour le compte du Syndicat. Alors que Mulder pousse Scully à se cacher en lieu sûr, Miles tente de s'en prendre à eux. Ils sont sauvés par l'intervention de Krycek, qui leur révèle ensuite que Miles est un super-soldat, un nouveau type d'extraterrestres qui s'inquiètent que le bébé de Scully pourrait être spécial. Doggett fait appel à Monica Reyes pour qu'elle aide Scully à s'enfuir. Lorsque Miles pénètre au siège du FBI, Mulder et Skinner l'attirent sur le toit, puis Mulder le pousse dans la benne d'un camion-poubelle, où Miles est compacté. Scully et Reyes partent ensemble en voiture mais l'agent Crane, un collègue de Doggett qui leur indique un lieu sûr, s'avère être lui aussi un super-soldat.

### Deuxième partie
À la morgue, l'épine dorsale de Billy Miles commence à se régénérer. Pendant ce temps, Scully et Reyes arrivent dans une ville fantôme pour s'y cacher. Knowle Rohrer raconte à Doggett une histoire selon laquelle Miles ferait partie d'un programme militaire secret et Scully pourrait donner naissance au premier représentant d'une nouvelle génération de super-soldats. Skinner et Krycek échappent de justesse à Miles, Skinner étant blessé au cours de leur fuite. Mulder, qui ne fait pas confiance à Rohrer, le surprend avec Krycek. Doggett suit Rohrer et découvre qu'il travaille également avec l'agent Crane.
Krycek se retourne contre Mulder mais est tué par Skinner. Doggett est poursuivi par Rohrer et Crane dans les garages du FBI. Crane est écrasé et la voiture de Rohrer termine sa course contre un mur, les deux hommes étant présumés morts. Aidée par Reyes, Scully accouche d'un garçon. Les deux femmes sont cernées par plusieurs super-soldats mais ceux-ci s'en vont de façon inexplicable à l'arrivée de Mulder. Doggett et Reyes font leur rapport, dans lequel Doggett met en cause Alvin Kersh. Pendant ce temps, Mulder et Scully rentrent chez eux avec le bébé et s'embrassent.

## Distribution
- David Duchovny : Fox Mulder
- Gillian Anderson : Dana Scully
- Robert Patrick : John Doggett
- Nicholas Lea : Alex Krycek
- Annabeth Gish : Monica Reyes
- Mitch Pileggi : Walter Skinner
- Kirk B. R. Woller : l'agent Gene Crane
- Zachary Ansley : Billy Miles
- Frances Fisher : Lizzy Gill (première partie seulement)
- Jay Acovone : Duffy Haskell (première partie seulement)
- Sheila Larken : Margaret Scully (première partie seulement)
- Steven Anderson : le docteur James Parenti (première partie seulement)
- David Purdham : le docteur Lev (première partie seulement)
- Denise Crosby : le docteur Mary Speake (première partie seulement)
- James Pickens Jr. : Alvin Kersh (deuxième partie seulement)
- Tom Braidwood : Melvin Frohike (deuxième partie seulement)
- Dean Haglund : Richard Langly (deuxième partie seulement)
- Bruce Harwood : John Fitzgerald Byers (deuxième partie seulement)
- Austin Tichenor : le docteur James Langenhahn (deuxième partie seulement)
- Dale Dickey : la garde-chasse (deuxième partie seulement)
- Adam Baldwin : Knowle Rohrer (deuxième partie seulement)

## Production
Alors que la 8e saison de la série touche à sa fin, David Duchovny annonce qu'il la quittera définitivement après l'épisode final. Le contrat de Gillian Anderson arrive lui aussi à terme, ainsi que celui de Chris Carter, ce qui rend le futur de la série très incertain. Carter annonce finalement qu'il restera à son poste si Anderson accepte de prolonger son contrat d'un an. Les responsables de Fox offrent alors une prime importante à l'actrice, elle et Carter signant finalement un nouveau contrat d'un an.
Le réalisateur Kim Manners apporte son aide au scénario de la deuxième partie, écrit au dernier moment, en imaginant la plupart des scènes d'action, dont celle de la mort de Krycek. L'acteur Nicholas Lea, interprète de Krycek, accueille favorablement la mort de son personnage. Il affirme qu'il était lassé de le jouer car il avait plusieurs fois demandé de plus amples explications concernant les actions ambigües de son personnage, explications qu'il n'avait jamais obtenu. Mitch Pileggi déclare pour sa part avoir été « fou de joie » quand il a appris que c'était son personnage qui allait tuer Krycek. Les scènes d'action dans les garages du FBI sont filmées à Century City, leur tournage s'étendant sur quatre jours.
La scène où Reyes interprète un chant des baleines pour Scully est inspirée à Chris Carter par l'écoute d'un album de Paul Winter qui incorpore de tels chants. Plusieurs allusions à la Nativité sont faites au cours de l'épisode, notamment quand Mulder suit une étoile pour retrouver Scully et que les Lone Gunmen, tels les rois mages, apportent des cadeaux au nouveau-né. Le baiser entre Mulder et Scully à la fin de l'épisode est ajouté à la demande de David Duchovny et de Kim Manners, qui trouvaient que la scène de fin était trop quelconque. Le bébé de Scully est représenté dans l'épisode par le fils du scénariste John Shiban.

## Accueil

### Audiences
Lors de sa première diffusion aux États-Unis, la première partie de l'épisode réalise un score de 7,7 sur l'échelle de Nielsen, avec 12 % de parts de marché, et est regardée par 12,80 millions de téléspectateurs. La deuxième partie obtient quant à elle un score de 8,4, avec 13 % de parts de marché, et est suivie par 14 millions de téléspectateurs.

### Accueil critique
L'épisode reçoit un accueil mitigé. John Keegan, du site Critical Myth, donne respectivement aux deux parties les notes de 9/10 et de 7/10. Zack Handlen, du site The A.V. Club, donne respectivement aux deux parties les notes de B+ et B.
Dans leur livre sur la série, Robert Shearman et Lars Pearson donnent respectivement aux deux parties les notes de 2/5 et 2,5/5. Paula Vitaris, de Cinefantastique, lui donne la note de 0/4. Le site Le Monde des Avengers lui donne la note de 1/4.